# Ringwall Plankstetten
Der Ringwall Plankstetten liegt in Plankstetten, einem Gemeindeteil der oberpfälzischen Stadt Berching im Landkreis Neumarkt in der Oberpfalz. Die Anlage wird als Bodendenkmal unter der Aktennummer D-3-6934-0005 als „Wallanlage vor- und frühgeschichtlicher Zeitstellung“ geführt.

## Beschreibung

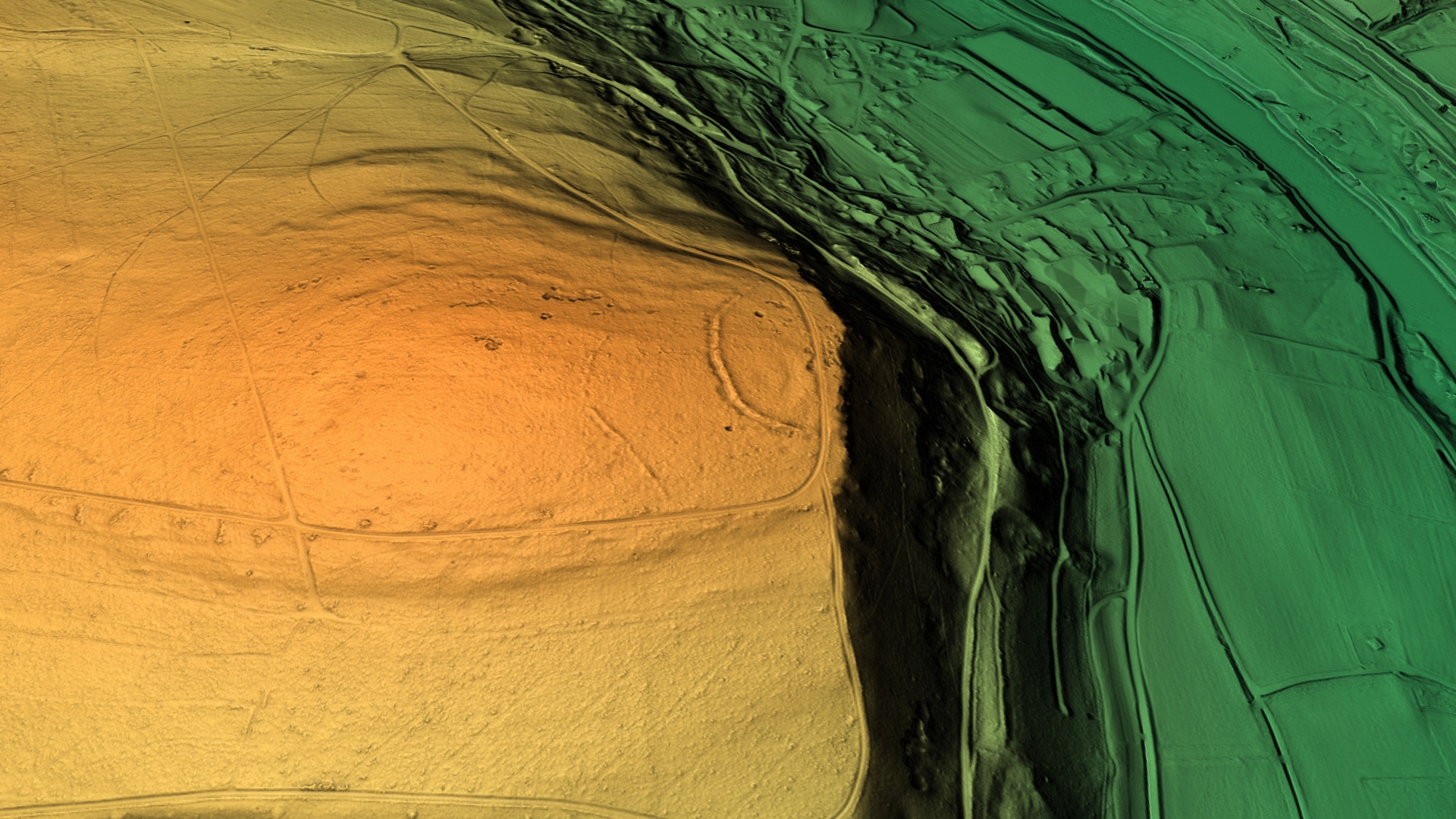
3D-Ansicht des digitalen Geländemodells

Der Ringwall liegt 450 m südwestlich von dem Kloster Plankstetten und etwa 100 m höher als die Klosteranlage. Die Anlage besitzt die Ausmaße von 250 m (in Ost-West-Richtung) und 300 m (in Nord-Süd-Richtung). In Nord-Süd-Richtung ist die Anlage gewölbt (8 m Höhenunterschied), in Ost-West-Richtung fällt die Anlage um ca. 20 m ab. Es findet sich hier über einem Steilhang ein halbkreisförmiger Steinwall mit einem davorliegenden Graben; dessen Durchmesser misst entlang der Hangkante 200 m. Der Wall ist 10 m breit, der Graben 5 m. Die Wallhöhe beträgt innen bis zu 1 m, die Höhe von der Grabensohle bis zur Wallkante beträgt 1,7 m. Die Anlage ist von Wald bestanden.